# Шаверио Баљестер
Шаверио Баљестер (кат. Xaverio Ballester, шп. Francisco Javier Ballester Gomez) шпански је лингвиста, професор на Универзитету у Валенсији и један од главних заговорника Теорије палеолитског континуитета (познате и као Парадигма палеолитског континуитета).

## Биографија
Докторирао је класичну филологију на Универзитету у Барселони 1987. године. Наставне позиције: професор латинске филологије на Универзитету у Сарагоси (1989); професор латинске филологије на Универзитету у Валенсији (од. 1997 до данас); професор латинске филологије на Универзитету Ла Лагуна (1997).
Баљестер је такође коуредник часописа Либурна.

## Основна дела
Радови о Палеолитској теорији континутета
Остале књиге